# Gregor Horsch
Gregor Horsch (Ettenheim, 1962) is een Duits cellist. Sinds 1997 is hij solocellist van het Koninklijk Concertgebouworkest. Hij studeerde aan de Hochschule für Musik in Freiburg en aan het Royal Northern College of Music in Manchester. In Nederland was hij eerst solocellist bij het Nederlands Balletorkest en vanaf 1991 bij het Residentie Orkest.
Als winnaar van de eerste Pierre Fournier Award in 1988, speelde hij recitals door heel Engeland waaronder een debuut in de Wigmore Hall, een optreden tijdens het Schubert-Britten Festival in de Queen Elizabeth Hall en opnamen voor BBC Radio 3. In 1990 was Gregor Horsch winnaar van het Gaspar Cassado celloconcours in Florence. Hij soleerde onder leiding van dirigenten als Yan Pascal Tortelier, Jevgeni Svetlanov, Hans Vonk, Jaap van Zweden en Leonard Slatkin en werkte samen met Emanuel Ax, Vadim Repin, Menahem Pressler en Bobby McFerrin. Zijn meest recente solo-optreden met het KCO was in juni 2005 tijdens het Holland Festival in György Kurtágs ‘Dubbelconcert’ onder leiding van Markus Stenz. Gregor Horsch speelde met Ralph Kirshbaum de wereldpremière van Tristan Keuris' Dubbelconcert op het Manchester International Cello Festival in 1992. Hij is de vader van blokfluitiste Lucie Horsch.
Vanaf 1996 was hij hoofdvakdocent aan de conservatoria van Den Haag en Amsterdam. Tegenwoordig nu is hij verbonden aan de Robert-Schumann-Hochschule Düsseldorf.